# 배곧라온초등학교
배곧라온초등학교는 대한민국 경기도 시흥시 배곧동1동에 있는 공립 초등학교입니다.

## 연혁
- 2018년 3월 1일 : 개교